# Dark Diamonds
Dark Diamonds ist eine deutsche Rock-Band aus Mainz, die im Jahre 2000 gegründet wurde und von Hörern und Presse auf Grund von Stil, Auftreten und Herkunft allgemein der Schwarzen Szene zugeordnet wird.

## Nebenprojekte der Bandmitglieder
- Jesus on Extasy: Nebenprojekt von Tyrae (Manja Kaletka)
- X-Perience: Nebenprojekt von Tyrae (Manja Kaletka)
- WeltenBrand: Nebenprojekt von Tyrae (Manja Kaletka)
- Erben der Schöpfung: Nebenprojekt von Jens Wagner und Florian Riederer

## Diskografie
- 2001: Diamonds Night (CD)
- 2003: Wahres Gesicht (Demo)
- 2009: Das Gift (CD, Danse Macabre)
- 2015: Wake Up (Single, Danse Macabre)
- 2015: Victim of Chains (Single, Danse Macabre)